# ادفا
ادفا (به عربی: إدفا) یک روستا در مصر است که در استان سوهاج واقع شده‌است.